# Йейттелес, Йонас
Йона Мишель Йейттелес (нем. Jonas Mischel Jeitteles; 5 мая 1735, Прага — 18 апреля 1806, там же) — один из первых евреев, получивший степень доктора медицины в немецком университете.
Изучал медицину в Лейпциге и Галле. Поселившись в Праге, он долго должен был ограничиваться лечением одних своих единоверцев. Его врачебная и литературная деятельность доставила ему большую известность; польский король приглашал его к себе в качестве лейб-медика. В 1783 году он издал книгу «Observata quaedam medica»; кроме того он напечатал ряд статей в «Magazin für Ärzte». Наконец, в 1784 году Йейттелес получил от австрийского императора Иосифа II разрешение на неограниченную медицинскую практику не только для себя, но и вообще для врачей-евреев, — это произошло после того, как он первым в Чехии стал применять вакцину против оспы, преодолевая религиозное сопротивление, и достиг в борьбе с этой страшной болезнью больших успехов.
От Йоны Йейттелеса начинается богатый замечательными в том или ином отношении личностями род, включающий в том числе его сыновей — поэта и писателя Баруха и востоковеда Иуду, внуков — врача Аарона, философа и эстетика Игнаца, поэта Алоиза и т. д.